# Модуль без кручень
Модуль без кручень — модуль {\displaystyle M} над кільцем {\displaystyle K}, такий що з рівності {\displaystyle \alpha m=0}, де {\displaystyle \alpha } — елемент {\displaystyle K}, який не є дільником нуля, і {\displaystyle m\in M}, випливає, що {\displaystyle m=0}. 

## Приклади
- Цілісне кільце {\displaystyle K} як {\displaystyle K}-модуль, а також всі його ненульові ліві ідеали є модулями без кручень.
- Модуль M над комутативним кільцем K з полем часток Q є модулем без кручень тоді і тільки тоді, коли Tor1(Q/K,M) = 0. зокрема, всі плоскі модулі є модулями без кручень.
- Над нетеровим цілозамкнутим кільцем довільний скінченнопороджений модуль без кручень має вільний підмодуль фактор-модуль, за яким ізоморфний ідеалу кільця.
- Над кільцем Дедекінда модуль є модулем без кручень тоді і тільки тоді, коли він є проєктивним модулем.
- Єдиними модулями без кручень над областю головних ідеалів є вільні модулі.

## Властивості
- Підмодуль модуля без кручень, а також пряма сума і прямий добуток модулів без кручень також є модулями без кручень.
- Якщо кільце {\displaystyle K} є комутативним, то для будь-якого модуля {\displaystyle M} визначений підмодуль кручень

{\displaystyle Tor(M)=\{x\in M:\exists \alpha \in K,\alpha \not =0,\alpha x=0\}.}
Тоді фактор-модуль {\displaystyle M/Tor(M)} є модулем без кручень.